# Ли де Франс
Ли де Франс (фр. Luy de France) је река у Француској. Дуга је 85 km. Улива се у Ли. 